# 莱伊曼·古博薇
莱伊曼·罗伯塔·古博薇（英語：Leymah Roberta Gbowee，1972年2月1日—）是一位非洲和平活动家，以在2003年组织一场终结第二次利比里亚战争（1999-2003）的和平活动而知名。2011年10月7日，古博薇、埃伦·约翰逊·瑟利夫與塔瓦库·卡曼共同獲得諾貝爾和平獎，因「她們以非暴力鬥爭方式來維護女性安全以及女性能充分參與和平建立的權利」。2011年12月10日，三人在挪威奥斯陆被授予该奖。

## 生平
她生于利比里亚中部。17岁时搬到首都蒙罗维亚，当时第一次利比里亚内战（1989年-1996年）已经爆发。在战争中她成为一名精神创伤顾问，与查尔斯·泰勒部队里的未成年士兵一起工作。战争经历使得她认识到“做母亲的女性可以靠自己的力量改善这个社会”。她有六个子女。

## 和平运动
2002年，她组建了“利比里亚妇女和平运动”。该运动以地方妇女在鱼市场进行祈祷和歌唱为开始。她也组织该国的基督徒和穆斯林妇女进行和平祈祷和非暴力抗议活动。
在她的领导下，妇女们与总统查尔斯·泰勒举行过会谈，并促使他参加在加纳举行的和平谈判。接着她领导了一个妇女代表团到加纳以继续增进停战进程。她们还在加纳总统府外面举行沉默示威，最后促成陷入僵局的谈判达成和平协议。
她与另一个妇女和平运动组织（Liberian Women's Initiative for Peace）的主席Comfort Freeman，还一起组织了妇女和平建设协会（Women in Peacebuilding Network，WIPNET），向总统表达了她们的主张：“在过去因为我们的沉默，我们遭到了杀害、强奸、虐待、传染病、家庭分裂等一系列问题，战争教给妇女未来我们要敢于拒绝战争，我们不会容忍对和平的破坏行为”。
她们的运动导致第二次利比里亚内战于2003年结束，以及后来埃伦·约翰逊·瑟利夫通过2005年大选成为非洲国家的首位女总统。

### 白衬衫
许多妇女身穿着象征渴望和平的白衬衫，因此这些女性成为利比里亚一支反对暴力和政府的重要政治力量。而且她们在其他非洲国家的不少和平请愿活动也获得了成功。

## 记录片
她是2008年的记录片《Pray the Devil Back to Hell》中的主角，该电影已经常在发生内部冲突的苏丹和津巴布韦国内用作动员妇女为和平与安全而请愿的宣传资料。

## 荣誉
- 2007 Blue Ribbon for Peace -哈佛大学约翰·F·肯尼迪政府学院
- 2008 21世纪领袖奖[13]-Women's eNews，纽约
- 2009 Gruber Prize for Women's Rights-The Peter and Patricia Gruber Foundation,美国
- 2009 John F. Kennedy Profile in Courage Award[10]
- 2010 Living Legends Award for Service to Humanity[14]
- 2010 John Jay Medal for Justice -纽约市立大学John Jay College of Criminal Justice[15]
- 2010 Joli Humanitarian Award - Riverdale Country School，纽约
- 2011 Villanova Peace Award -维拉诺瓦大学，美国
- 2011 诺贝尔和平奖